# Гранд-Сидо
Гранд-Сидо (араб. مقاطعة سيدو الكبير‎, Muqāṭaʿâtu Sīdū l-Kabīr, фр. Grande Sido) — один из трёх департаментов административного региона Среднее Шари в республике Чад. Столица департамента расположена в городе Маро.

## Население
По данным переписи населения, в 2009 году в департаменте проживали 107 038 человек (53 199 мужчин и 53 839 женщин). По другим данным, в 2012 году количество населения департамента Гранд-Сидо составляло 105 375 человек.

## Административное деление
Департамент Гранд-Сидо включает в себя 4 подпрефектур:
- Данамаджи;
- Джеке-Джеке;
- Маро;
- Сидо.

## Префекты
- С 9 октября 2008 года: Адам Харун Махамат[3];
- Эрнест Мудона[4];
- С 19 июля 2014 года: Баба Ладде[фр.][4][5].